# Voetbalkampioenschap van Saale 1915/16
In 1915/16 werd het negende voetbalkampioenschap van Saale gespeeld, dat georganiseerd werd door de Midden-Duitse voetbalbond. Borussia Halle werd kampioen en plaatste zich voor de Midden-Duitse eindronde. De club versloeg FC Hohenzollern Helfta, Magdeburger FC Viktoria 1896 en FC Wacker Gotha. In de finale verloor de club met 0:4 van SV Eintracht Leipzig.

## 1. Klasse
| Plaats | Club                      | Wed. | W  | G | V  | Saldo | Ptn.  |
| ------ | ------------------------- | ---- | -- | - | -- | ----- | ----- |
| 1.     | Hallescher BC Borussia 02 | 14   | 12 | 0 | 2  | 77:22 | 24:04 |
| 2.     | Hallescher FC Wacker 1900 | 14   | 12 | 0 | 2  | 62:23 | 24:04 |
| 3.     | FV Sportfreunde Halle     | 14   | 7  | 3 | 4  | 68:31 | 17:11 |
| 4.     | Hallescher FC 1896        | 14   | 6  | 1 | 7  | 39:25 | 13:15 |
| 5.     | FC Hohenzollern Halle     | 14   | 4  | 3 | 7  | 28:44 | 11:17 |
| 6.     | FV Favorit Diemitz        | 14   | 4  | 0 | 10 | 21:48 | 08:20 |
| 7.     | FK Minerva Halle          | 14   | 3  | 2 | 9  | 14:62 | 08:20 |
| 8.     | FC Preußen Merseburg      | 14   | 3  | 1 | 10 | 22:76 | 07:21 |

FV Favorit Diemitz trok zich in maart 1916 terug omdat de club geen eigen speelterrein meer had. Nog niet gespeelde wedstrijden werden als een overwinning voor de tegenstander geteld. De club werd ontbonden en de spelers sloten zich bij de Sportfreunde aan. Op 1 juni 1917 werd de club heropgericht als SV Favorit 1906 Halle.
|  | Play-off titel                    |
|  | Trok zich terug uit de competitie |

Play-off titel
|               |                           |       |                           |                           |
| 16 april 1916 | Hallescher BC Borussia 02 | 1 - 0 | Hallescher FC Wacker 1900 | Sportfreunde-Platz, Halle |
| 16 april 1916 |                           |       |                           | Sportfreunde-Platz, Halle |